# Sistema urbano
Sistema urbano o jerarquía urbana o de ciudades son expresiones para un concepto de la geografía urbana y otras ciencias sociales que, utilizando los conceptos de sistema (conjunto de componentes dinámicos y sus interrelaciones), de jerarquía (ordenación por niveles de importancia) y de ciudad (núcleo de población de carácter urbano), puede entenderse de diversas formas, según el ámbito de aplicación y la perspectiva concreta:
- Sistema urbano formado por un grupo de ciudades jerarquizadas («conjunto de asentamientos ubicados en un territorio determinado, creados y organizados por la sociedad que los habita, y que mantienen relaciones entre sí... las relaciones funcionales entre asentamientos muestran diferentes niveles de dependencia, lo que permite establecer la jerarquía urbana que rige el funcionamiento del sistema de ciudades estudiado. Así, un asentamiento es independiente si su flujo principal se dirige a un asentamiento de menor tamaño, y es subordinado si su flujo principal se dirige a una ciudad de mayor tamaño»).[2]

- Sistema urbano formado internamente dentro de una ciudad. No conviene confundir con el concepto geográfico de estructura urbana y que, también internamente, se aplica a la división en partes (morfológica y funcionalmente) de una ciudad. Entendido de esta segunda manera, estos componentes dinámicos se clasifican en: los grupos sociales  y el medio, ambos con interacción mutua y constante.

## Componente sociedad
Con la evolución de las sociedades en relación con su medio ambiente, los sistemas urbanos se han convertido más complejos, pudiendo llamarse a las ciudades "sistemas urbanos complejos", donde es posible desagregar aún más componentes o variables de análisis. El propio concepto «civilización», que se identifica etimológicamente con el de «ciudad», se define como «sociedad compleja».
Las sociedades urbanas modernas han desarrollado formas de gestión y administración de las ciudades (gobierno de las ciudades). El gobierno de la ciudad en las sociedades democráticas es el encargado de implementar y controlar la gestión y gobernabilidad urbana dentro del sistema, para lo cual existen determinadas normas de convivencia (leyes u ordenanzas).

## Componente medio ambiente
Dentro del componente medio ambiente, es posible diferenciar dos grandes subsistemas: el subsistema del territorio natural, compuesto por múltiples variables (suelo, subsuelo, atmósfera, agua, vegetación y clima); y el subsistema construido por el hombre (viviendas, calles, hospitales, escuelas, etc.), es decir, todos aquellos componentes físicos requeridos por la sociedad para cubrir sus necesidades de hábitat.